# 陳之漢
陳之漢（1979年3月12日—），原名陳思翰，網名館長，臺北市出身，中華民國網路名人、部落客、健身教練，成吉思汗健身俱樂部創辦人。
他曾任中華民國海軍陸戰隊志願役中士班長。辭去軍職後一度加入黑道經營地下博弈；後來擔任中華民國健力協會顧問等職務，也經營服飾及餐飲相關事業。

## 生平概略

### 早年生活

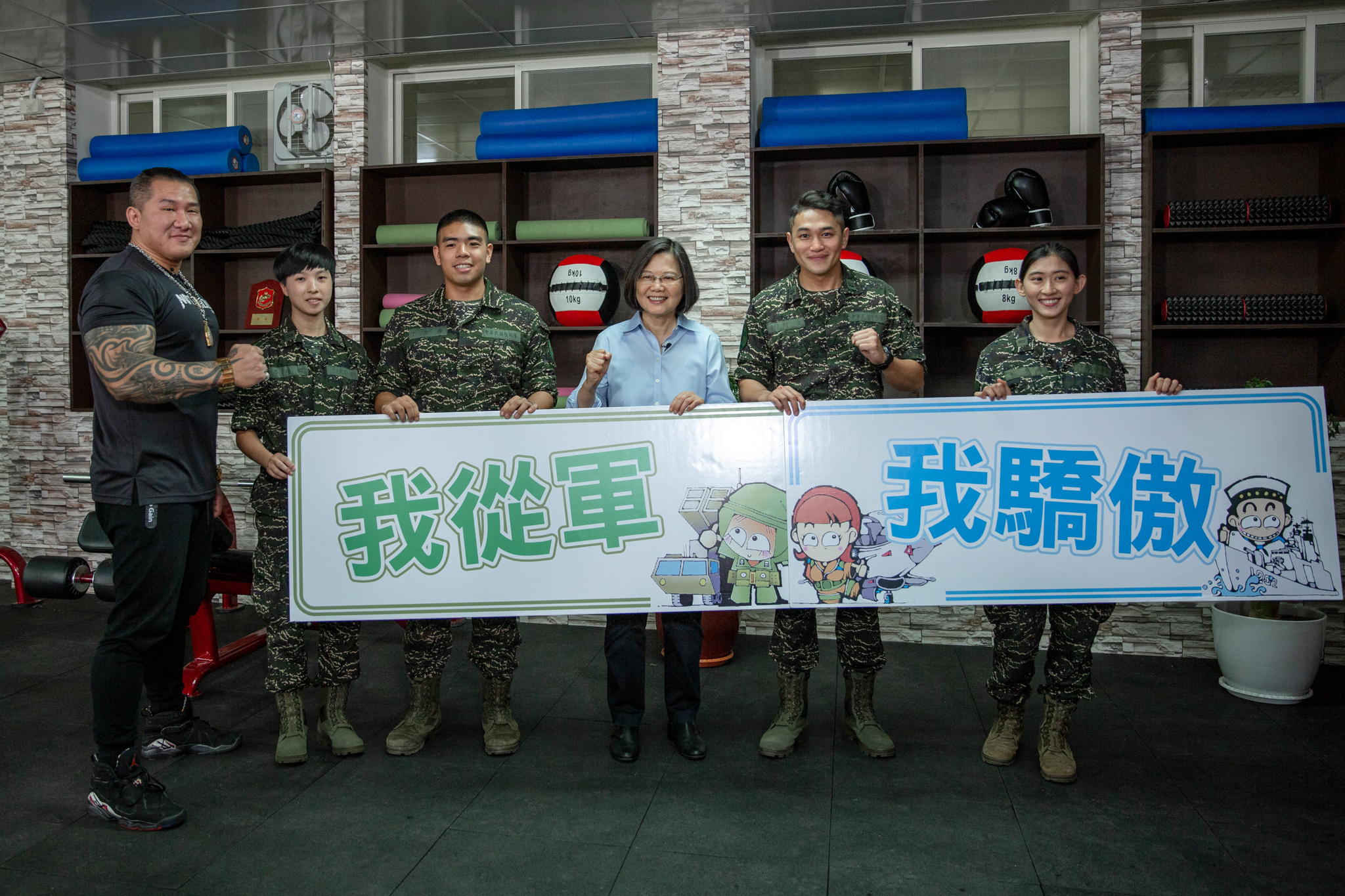
2019年5月14日參與中華民國國軍軍事教育電視節目《莒光園地》錄影，時任總統蔡英文前往探視並合影

1979年，陳之漢出生於臺北。父親出身宜蘭門閥望族，長居美國從事貿易，但在他就讀國小一年級時即過世。他的母親是父親的側室；在父親過世後，母親開始自力撫養他與他的姊姊，家境十分拮据。在這樣的情況下，他在校園生活中，經常遭到來自同學的霸凌。
15歲時，他開始工作養家。這時，他曾進入協和工商就讀，但不久即辦理休學；後來，他就讀於志仁補習學校，過著半工半讀的生活。
畢業後，他進入中華民國海軍陸戰隊服兵役；為了幫助家裡經濟，他自願由義務役轉為志願役士官。為了節省支出，他經常在單位放假時，短暫離開營區用餐後，再度返回其中過夜；他曾表示當時單位上排長所贈與的泡麵都像牛排一樣美味。後來軍階晉升陸續擔任部隊之陸戰六六旅下士班長、中士班長，也曾擔任山地訓練教官、兩棲基地訓練教官及技擊訓練教官，並獲頒陸戰獎章。在921大地震發生後，他隨部隊投入救災行動。但是，他後來認為自身遭受來自直屬長官的不公平對待，因而決定退伍，結束其長達約十三年半的軍旅生涯。

### 退伍後之職業生涯
退伍後，他曾從事於搬運工、送貨員、業務員等職務，甚至曾加入黑幫，以經營討債公司、圍標工程、特種行業等維生。在竹聯幫堂口中，他當帶頭老大曾領導百餘位下屬流氓小弟；由於幫派收入不足，他仰賴卡債「以債養債」，以支持自身與下屬小弟流氓地痞經濟生活。此外，他在退伍後向畢經隆、許志明、于志宇、何立安等學習武術，開始學習搏擊、柔術與散打，並開始健身及健美訓練。
28歲時，他開始參加各種技擊運動競賽，並於2008年獲頒臺灣搏擊散打中正盃冠軍、新竹市長盃搏擊散打冠軍、武狀元盃無限量級冠軍等獎項（前述比賽多為臺灣散打界賽事，而非MMA比賽；同時，他也未被登錄於Tapology台灣MMA選手名錄中，因而未有MMA職業賽記錄）。
經多年籌劃後，於2014年耗資新臺幣數千萬元開設提供健身、健美、體適能、有氧運動及現代武術相關服務之綜合項目健身館「成吉思汗健身俱樂部」。開館後，他經常受邀至臺灣各大專院校及軍警單位傳授防身術、近身格鬥技巧等，或分享自己當年於軍中服役的經驗與感想。同時，他也長期致力於推廣重量訓練、健力、綜合格鬥、防身術等健身及武術項目，也以「成吉思汗盃」名義舉辦健力與綜合格鬥賽事。
身為部落客與直播主，他經常在Facebook、YouTube等社群網站透過直播、上傳影片等，針對時事等進行評論，或宣傳推廣其健身觀點（他曾與金剛直播合作，但已終止，也已刪除其Twitch帳戶）。
除健身與網路事業外，他也經營服飾品牌「惡名昭彰（Notorious）」，並販賣乳清蛋白、雞肉、蝦、蕃薯、冰品、蜂蜜、機能飲料等商品。他還一度經營過居酒屋「酒鬼之串燒」。
此外，他喜愛且擅長於廚藝活動。他曾在Facebook公開進行麵食調理教學。

## 個人生活
目前他的家庭成員有姊姊、妻子、女兒與兒子，還有一隻雄性高加索犬「陳大雄」、緬因貓「Rich」、「Famous」、「Power」及黑色法國鬥牛犬「阿麥」。2017年，他遷居新北市林口區。

## 事件

### 2017年
由於他敢怒敢言的風格，其網路直播內容常有國罵等不雅語句，遭民眾檢舉，引發關注和討論。網路內容防護機構（iWIN）點名他時常以粗話當作口頭禪，違反《兒童及少年福利與權益保障法》第46條，應該修正。一度傳出是中華民國國家通訊傳播委員會（NCC）干預。他認為自己很無辜，因他分享的話題都是社會議題、時事心得或健身須知。

### 2018年
- 4月4日，晚間23時50分許，自稱「林口唯一地方勢力」的地方人士張明晏率領五輛汽車，聚眾前往「成吉思汗健身俱樂部」林口旗艦館挑釁。陳之漢報警後，警方將四名主嫌帶回警局調查，張明晏稱此為酒後誤會，願意和他和解。
  - 4月到5月間，雙方無法達成和解，他決定控告張恐嚇和妨礙自由；而張明晏則分別控告他公然侮辱以及某位王姓記者加重誹謗 [21]。
  - 2019年1月，檢方判定陳之漢和王姓記者並無虛構事實妨礙張明晏名譽，難認定兩人涉犯公然侮辱和加重誹謗等罪，全案不起訴[22][23]。
- 8月4日，他原先規劃推出的「骷髏潮T」，被網友發現該圖是美編以俄羅斯3D模型師Ivan Mityaev的作品「二創」改編而成，有侵權疑慮[24]。

- 他於隔天8月5日表示停製衣服，並請「成吉思汗」高層以1萬美元為前提，聯絡原作者以協商有關該圖樣的著作權解決方案。
- 至同年11月12日，Ivan Mityaev在「成吉思汗」林口館與他會面，雙方以1萬美元簽約，Ivan Mityaev提交新骷髏圖給他，並成為其自創品牌「惡名昭彰」簽約設計師。

- 10月9日，高雄市市長參選人韓國瑜北上拜訪他，暢談個人政見與觀點立場。雙方皆無稿即興演出，創造金剛直播熱度近700萬，韓國瑜的Facebook粉絲團則有35萬人次瀏覽、1.9萬則留言[27][28]。

### 2019年
2018年年底李婉鈺競選新北市議員時，曾想參與於他的公開直播，他因觀眾無意願觀看李婉鈺上直播節目而請助理回絕，後雙方認為彼此皆言語侮辱對方。李婉鈺不滿他連開四次直播以髒話抨擊她，以妨害名譽對他提告。他於2019年1月收到傳票後，在直播中談及此事時再說髒話，被檢察官認定罪證明確，依公然侮辱罪起訴。同年6月，他開直播對此事表達個人觀感並抨擊台灣法律。

#### 舉辦「拒絕紅色媒體、守護臺灣民主」遊行

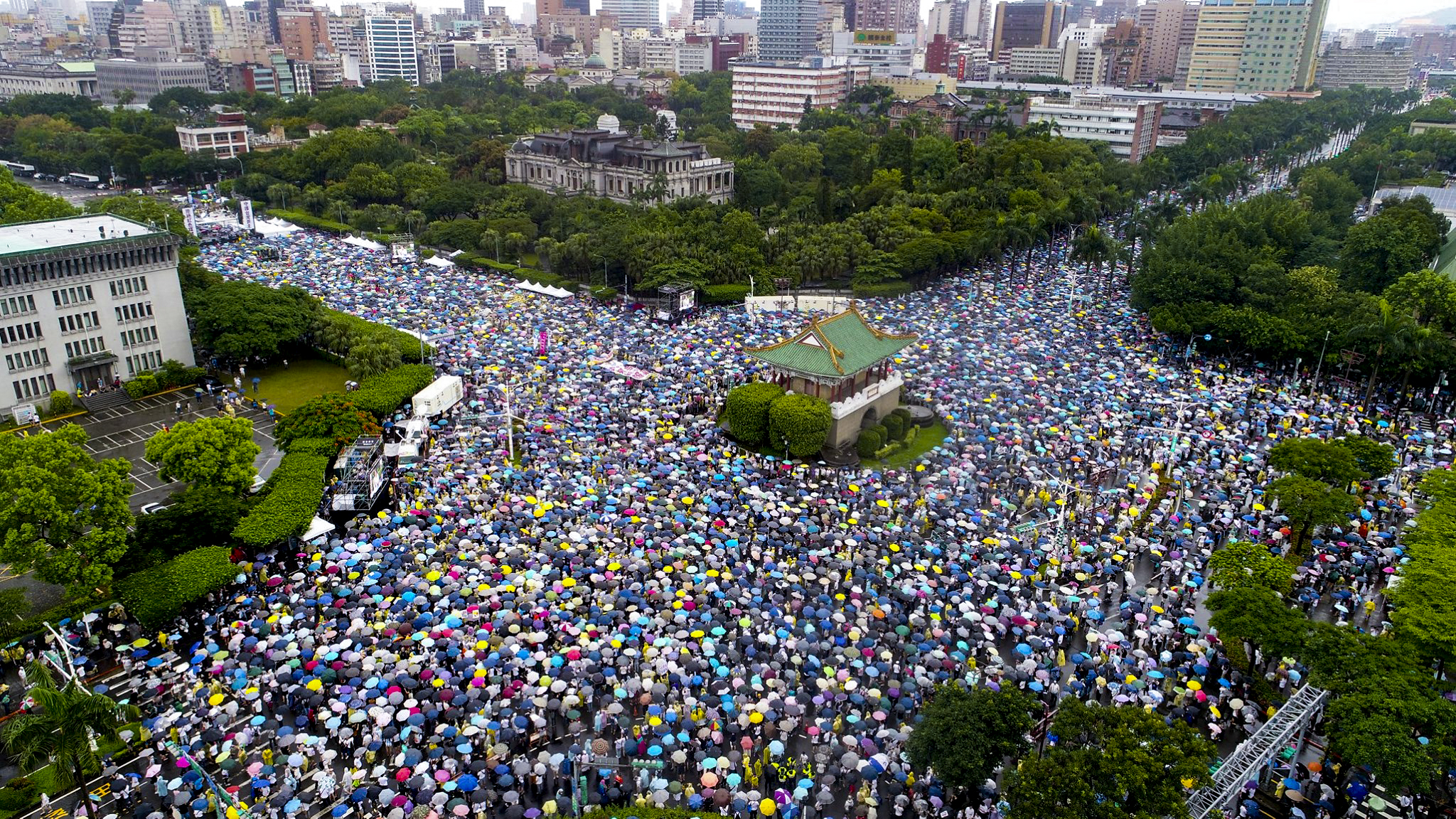
「拒絕紅色媒體、守護臺灣民主」遊行空拍圖

6月23日，陈之汉和时代力量籍立法委员黄国昌等人联合举办「拒絕紅色媒體、守護臺灣民主」遊行。呼籲要拒絕中天新闻的渗透，期間他還在直播中用脏话攻击习近平。

### 2020年
2月23日，武漢返臺包機事件期間，他不滿前總統馬英九以人權為由支持台商包機返台，在直播中痛罵馬英九，並提到「如果因為這些人返台，害我家人還有兒子死亡，反正也沒王法了，我一定帶人拿刀拿槍，去你每個國民黨（黨部），把你找出來亂棍打死」。24日，他在臉書PO文解釋，表示有人開始宣傳他要拿刀槍殺國民黨，他是打個比方說，如果國民黨還在講人權，讓20萬、30萬台商回台，疫情破口全台感染死傷無數，反正沒法律了，這筆帳他一定算，他一定殺光你們。27日，桃園市議員詹江村、黃敬平等人以身為國民黨員感到害怕赴臺灣桃園地方檢察署控告他恐嚇、違反社維法，並痛批他煽動社會造成對立，稱他像納粹。

#### 槍擊事件
2020年8月28日凌晨2時許，他於成吉思汗健身房林口館前，遭竹聯幫寶和會槍手劉丞浩在健身房附近埋伏開槍。對方在近距離開了三槍，陳之漢中槍後被送往林口長庚醫院急救。案發後約40分鐘，槍手自行前往轄區新北市政府警察局林口分局文化派出所投案，稱自己是他的「粉絲」，8月16日因為與他有肢體接觸五分鐘，遭到他公開指責他摸胸性騷擾，還要他公開道歉。害他被網友人肉搜索與網路霸凌，於是出面尋仇。。關於此案，檢警認為不排除背後有人教唆。

### 2021年
10月19日，YouTuber小玉涉嫌利用深偽技術，以名人換臉方式製作虛假色情影片，他成為近百人的名單上唯一受害的男性。

### 2023年

#### 舉辦「七月十六上凱道、公平正義救台灣」遊行
7月16日下午2時到下午5時，與前立委黃國昌在凱達格蘭大道舉辦「七月十六上凱道、公平正義救台灣」遊行，主要訴求司法正義、落實居住正義。

### 2024年
2024年11月底，中華國家代表隊贏得世界棒球12強冠軍後，陳之漢在自己的直播節目中表示自己曾經「做球版」，引發台灣社會爭議，被朱宥勳等人批評為2009年中華職棒假球事件的幫兇。隨後台北地檢署將其列為賭博案被告。

### 2025年

#### 造訪中國大陸
2025年5月25日，館長在直播中表示自己將以「和平大使」的身分前往中國大陸旅遊並全程直播，強調自己沒有收錢、不會被押走，也沒有政治目的。網紅「八炯」公佈一段錄音，聲稱館長要去浙江義烏做跨境電商。中共中央臺灣工作辦公室發言人陳斌華受訪時表示歡迎館長來大陸看一看以增進兩岸瞭解，強調「只要遵紀守法，來大陸就像來自己家」，並譴責八炯是「宵小之輩」，將依法嚴懲。中華民國大陸委員會主任委員邱垂正表示希望館長能夠秉持對等尊嚴，遵守兩岸條例的規範，同時重視社會觀感，共同維護國家整體利益。
2025年6月5日，館長在社交媒體曬出了自己的台灣居民來往大陸通行證並表示將前往上海。其於6月10日下午出發，15日返台。期間中天電視台全程跟隨館長，館長甚至就2019年的反中天言論向中天道歉。此行被法國《世界報》認為是中華人民共和國對外政治宣傳的一部分。
館長行前於台灣桃園機場記者會上指出，中國沒有翻牆只是要多付一個費用叫做VPN而已，是民進黨誤導大眾。
2025年7月27日，館長前往澳門，表示此行將為八月中規劃的大型直播進行場勘與前置作業，也評估未來在澳門發展自身品牌與健身事業的可行性。同時痛批民進黨、罷免領銜人與政府官員持續分裂台灣同胞感情。

#### 加盟「黨外在野大聯盟」
2025年6月，館長加盟前國民黨籍立法委員鄭麗文等人發起的「黨外在野大聯盟」。

## 社會公益

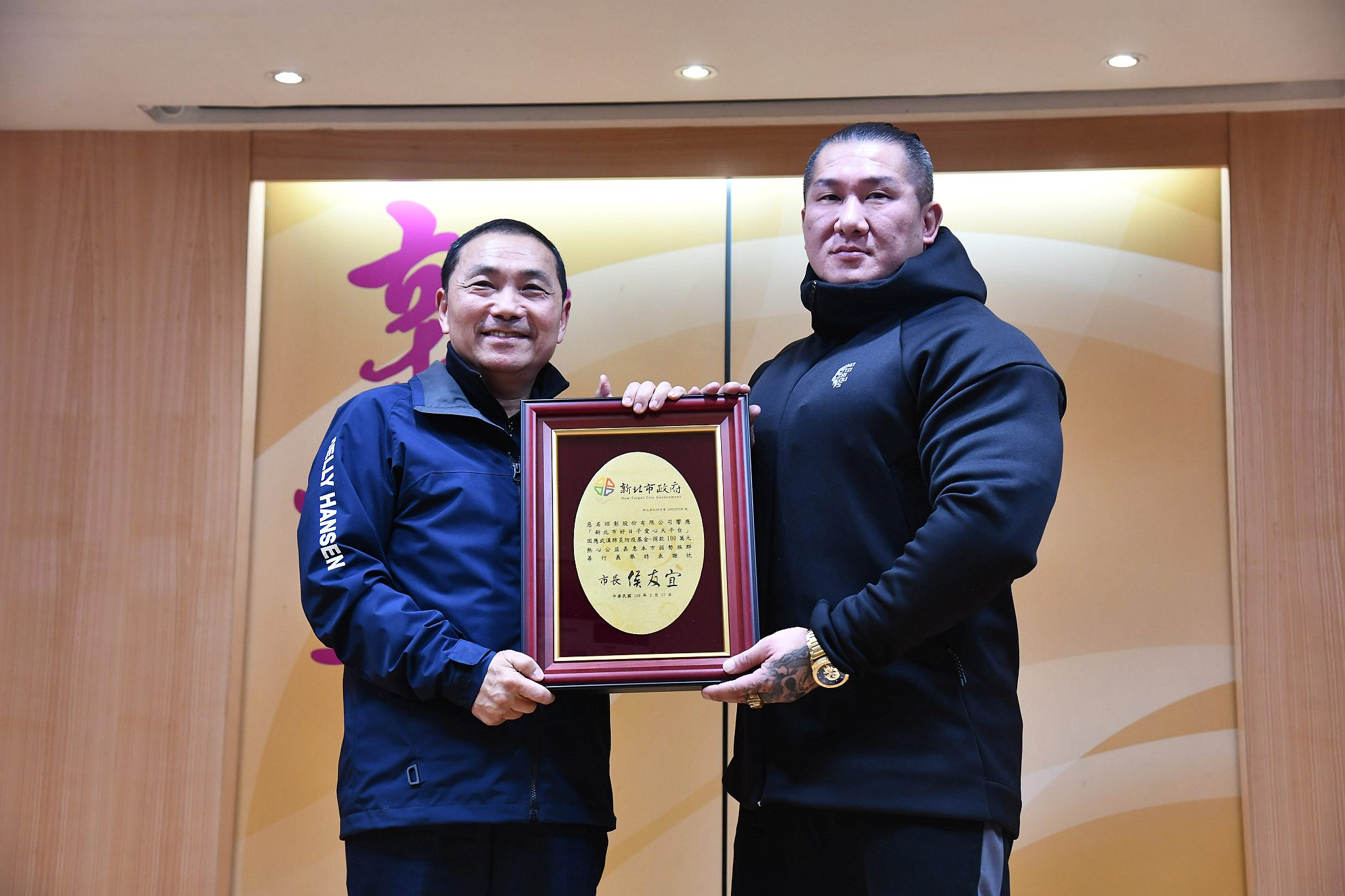
COVID-19疫情期間捐贈新北市防疫基金與時任市長侯友宜合影

他經常贊助臺灣軍警單位、體育選手等，並免費提供醫護及社工人員防身術之訓練和公益演講。
- 2018年2月6日，花蓮強震傳出災情，他7日在Facebook粉絲專頁發文表示：因曾以職業軍人身份參與921大地震全程救災，所以了解那種「一輩子的傷痛」。他因此捐款新臺幣100萬元予花蓮縣政府[61]。後來，他因與該縣政府在受助對象上看法不一致，而要求退回該些款項[62]，準備改捐與台積電之救助團隊；然台積電因募款專案已結案而回絕該提議[63]，他於是改捐與花蓮門諾醫院。
- 2018年4月3日，中華民國全國運動會男子舉重69公斤級選手邱一烈在Facebook公開直播表示，查閱「世界舉重大師」（World Master Weightlifting Championship）35至40歲組紀錄（組距為5歲），認為自己的實力可以獲頒金牌，而想參加該年8月在西班牙舉辦的世界舉重大師賽事，然經費尚缺新台幣15萬元，因此請求大眾贊助，並立下誓言：「若無金牌，回台灣就要公開裸體挺舉100下！」。也回覆對方 ：「我來贊助，不用裸體啦，烈哥！」[64][65]

- 2018年5月，社會福利機構「仁友愛心家園」因租約問題將被迫遷址，園內70多名多重身心障礙唐氏症受助者，趕製2000組「幸福汪寶」娃娃籌措經費卻滯銷；園方在Facebook發表貼文求助。館長看到，同月5日在Facebook個人相關頁面上宣佈「我全收了！日後提供活動送出！」[66]。
- 2018年5月30日，有新聞媒體報導，先前他曾捐贈180組健身器材予海軍陸戰隊陸戰九九旅。當月29日，他也捐贈台幣180萬元予新北市政府消防局第二救災救護大隊新莊分隊購買裝備。此前，由於該分隊消防隊隊長不捨隊員使用無效濾毒罐，寫信表示「他們的肺都病了耶！」、「我知道這樣很不要臉，不過可以請館長再多捐一點錢嗎？」。他於當月28日在公開直播中流露悲傷情緒表示，自己雖沒擔任官職，卻有「當官」的感覺；自己有企業要經營，能贊助的對象相當有限，但會再加碼新臺幣10萬元購買濾毒罐贈予該消防分隊[67][68][69]。
- 2018年7月前後，林玨詠 擁有毒品、殺人未遂等前科在獄中服刑，因在裡面接觸健身並產生強烈興趣，期望往後出獄從事於相關行業，於是寫信向陳之漢分享該想法、經歷，並在請求他協助獲取更多健身學習教材。陳之漢在公開直播中朗讀該信內容，並表示願意資助他。[70]
- 2018年7月，網友們請求陳之漢協助蔣月惠繼續經營屏東縣基督教羅騰園肢體殘障協會之事業，他答應並宣布將捐贈新台幣20萬元資助機構。[71]
- 2018年11月8日，謝龍介響應其在網路影音平台「IM短影」發起的「為愛擁抱為愛深蹲」公益活動，動用知名布袋戲角色「黑白郎君」拍攝並上傳深蹲影片[72]。同月10日，韓國瑜也響應此活動，拍攝並上傳其深蹲影片[73]。

## 主要作品

### YouTube節目
- 《館我怎麼練》
- 《館我去哪裡》
- 《R館SHOW 訪談節目》
- LIVE【漢我遊上海】[74]

### 影視作品演出
| 年份 | 片名         | 角色               | 導演         | 合作                                                               |
| ---- | ------------ | ------------------ | ------------ | ------------------------------------------------------------------ |
| 2008 | 《停車》     | 黑社會紅棍         | 鍾孟宏       | 桂綸鎂、戴立忍、杜汶澤、高捷、張震、曾珮瑜、金士傑、張美瑤、庹宗華 |
| 2019 | 《歲歲平安》 | 女警兄長、心靈導師 | 內政部警政署 | 夏于喬、陳建州                                                     |

### 配音演出
- 《傳說對決》拉茲（一拳超神造型，僅限台灣伺服器）[76]

### 歌曲影片
- 《惡名昭彰 - 小小湯 feat.陳之漢(館長) 大隸 成吉思汗館長個人品牌形象同名MV》[77][78]

### 音樂演出參與
| 年份 | 歌名                     | 詞                          | 曲             | 導演                   | 合作                |
| ---- | ------------------------ | --------------------------- | -------------- | ---------------------- | ------------------- |
| 2018 | 《惡名昭彰》             | 大隸、小小湯（Tang Chuani） | 大隸、小小湯   | ARES WU                | 小小湯              |
| 2020 | 《臺灣魂 Taiwan spirit》 | 小小湯、郭晉豪（郭子GZi）   | 小小湯、郭晉豪 | 蔡夢航（Dreamer Tsai） | 小小湯、郭晉豪      |
| 2020 | 《我怕練太壯》           | 曾博恩（Brian Tseng）       | DJ Hauer       | 李閔哲（Andrew Lee）   | 陳之漢              |
| 2021 | 《本性倔強》             | 楊大正                      | 楊大正         | Punch Chu              | 滅火器樂團 、柯宇綸 |
| 2023 | 《狗官》                 | 李宏杰                      | 李宏杰         | 羅羿麟                 | 李宏杰、黃國昌      |

## 榮譽

### 中華民國勳章獎章
- 陸戰獎章

## 獎項
| 年份 | 頒獎典禮                     | 獎項                                  | 結果 |
| ---- | ---------------------------- | ------------------------------------- | ---- |
| 2019 | Google Youtube台灣年度排行榜 | 「熱門影片」Top4 《今天不吃屎吃拳頭》 | 獲獎 |
| 2021 | Google Youtube台灣年度排行榜 | 「熱門創作者」Top9                    | 獲獎 |
| 2021 | Google Youtube台灣年度排行榜 | 「快速竄升創作者」Top1                | 獲獎 |

## 外部連結
- 陳之漢的Facebook專頁
- 陳之漢的Instagram帳戶
- YouTube上的館長成吉思汗頻道
- YouTube上的館長惡名昭彰頻道